# Javacarus porosus
Javacarus porosus är en kvalsterart som beskrevs av Hammer 1979. Javacarus porosus ingår i släktet Javacarus och familjen Lohmanniidae. Inga underarter finns listade i Catalogue of Life.